# Inlaut
Der Inlaut ist ein Laut, der innerhalb eines Wortes gesprochen wird. So sind „a“ und „m“ Inlaute des Wortes „n-a-m-e“. Ein Inlaut kann auf einen anderen Inlaut oder auf den Anlaut folgen. Er kann dann also von einem anderen Inlaut oder vom Auslaut gefolgt sein. Man darf den Inlaut nicht mit einer mittleren Silbe des Wortes verwechseln.